# Margriet de Moor
Margriet de Moor (Noordwijk, 21 novembre 1941) è una scrittrice e traduttrice olandese.

## Biografia
Margriet de Moor nacque ad Noordwijk nel 1941 come Margaretha Maria Antonette Neefjes, quarta figlia in una famiglia di dieci figli. Ebbe modo di descrivere il suo ambiente familiare come una buona famiglia cattolica, con rispetto per i libri e la cultura. Suo padre fu preside di una scuola locale nella quale sua madre era un'insegnante di francese. Dormo spesso in una stanza con le sorelle, spesso nello stesso letto. Quando il legame è divertente e buono, le sorelle possono essere incredibilmente di supporto. Nel bene e nel male spiegò in un'intervista e il tema della sorella ricorre poi spesso nell'opera di De Moor. Ha studiato pianoforte e canto presso il conservatorio reale a L'Aia. Dal 1968 ha iniziato ad esibirsi regolarmente come cantante in un repertorio prevalentemente d'avanguardia novecentesco. Alla fine degli anni settanta ha studiato storia dell'arte e archeologia all'Università di Amsterdam tuttavia, a causa delle carenze in greco e latino della sua istruzione precedente, non è andata oltre l'esame di candidatura. Intanto, nel 1966, ha sposato l'artista visivo olandese Heppe de Moor del quale ha assunto il cognome col quale è nota e dal quale ha vuto due figlie, Lara nel 1969 e Marente nel 1972. Ha iniziato a dedicarsi in particolare alla scrittura a partire dalla fine degli anni ottanta del XX secolo, debuttando sotto col nome di Margriet de Moor con una raccolta di storie attentamente composte e costruite. La raccolta è stata accolta molto bene, nominata per un premio letterario e poi, in seguito, con altre opere per altri due premi. Utilizza correntemente due lingue, olandese e tedesco, che le sono utili anche per la sua attività di traduttrice. Vive ad Haarlem e ad Amsterdam. Dopo i primi successi i suoi lavori hanno iniziato ad essere tradotti in numerose lingue, compreso l'italiano.
Nel corso della sua carriera letteraria ha partecipato a fiere internazionali come la Fiera del libro di Lipsia e la Fiera del libro di Francoforte.

## Opere tradotte in italiano
- Margriet de Moor, Il virtuoso, Milano, Garzanti, 1996, ISBN 9788811620174, OCLC 35698040.

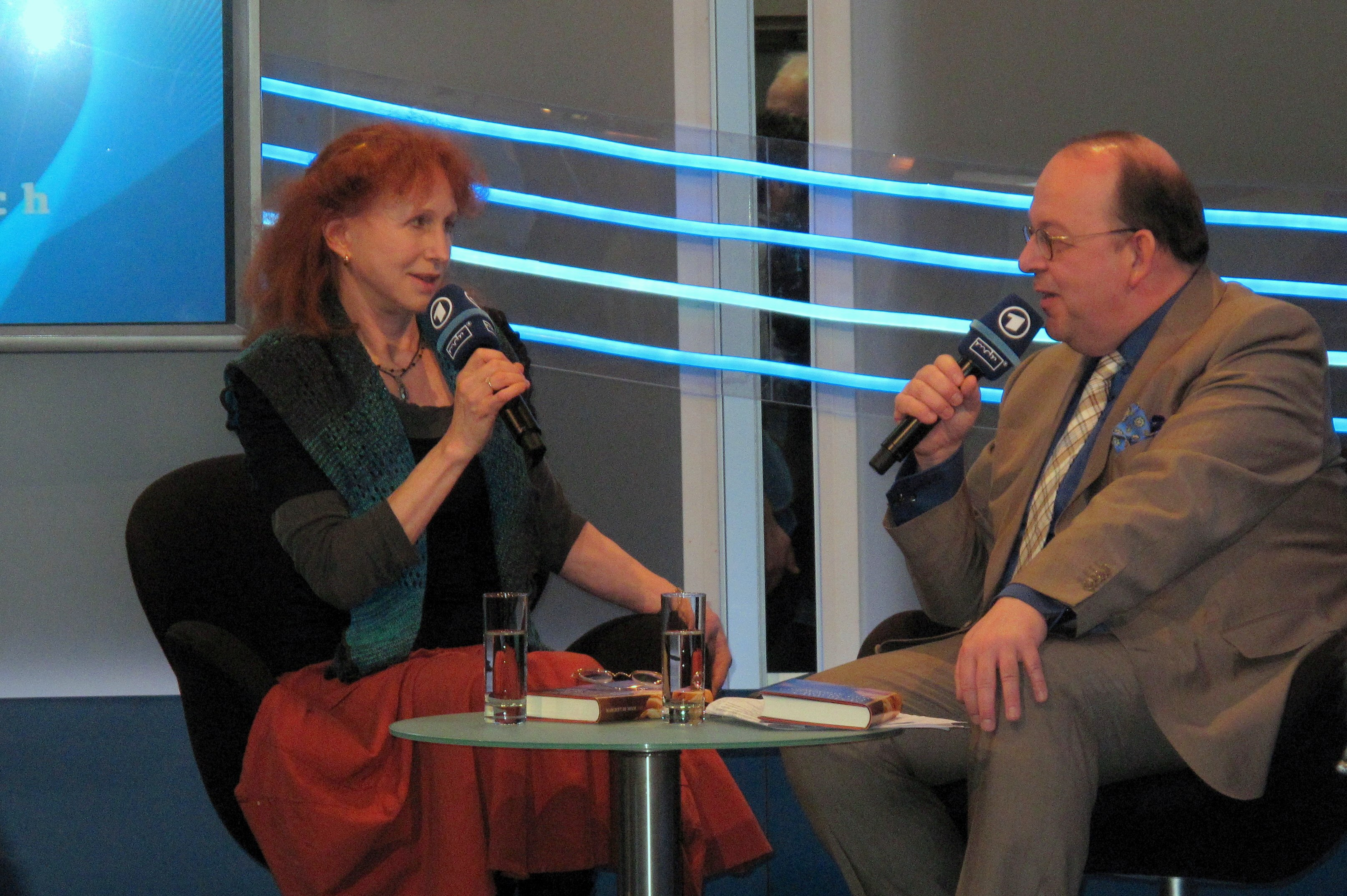
Margriet de Moor alla Fiera del libro di Lipsia nel 2011

- Margriet de Moor, Sonata a Kreutzer: una storia d'amore, Vicenza, Neri Pozza, 2004, ISBN 9788873059646, OCLC 799477350.
- Margriet de Moor, Mareggiata, Vicenza, Neri Pozza, 2008, ISBN 9788854501607, OCLC 799585190.
- Margriet de Moor, Il pittore e la ragazza, traduzione di realizzata col contributo del Nederlands Letterenfonds Dutch Foundation for Literature, Vicenza, Neri Pozza, 2012, ISBN 9788854505407, OCLC 898613718.

## Riconoscimenti
- Premio Gouden Ezelsoor 1989 per il libro Op de rug gezien.[5]
- Lucy B. en C.W. van der Hoogtprijs 1990 per il libro Dubbelportret.[6]
- Bookspot Literatuurprijs 1992 per il libro Eerst grijs dan wit dan blauw.[7]